# Colpografia
La colpografia è una tecnica radiologica, ormai in disuso, che consiste nello studio della cavità vaginale, opacizzata da un mezzo di contrasto di tipo iodato.
Per realizzarla vengono iniettati all'interno della vagina pochi ml di contrasto, grazie ad una sottile sonda e attraverso l'orifizio imeneale. In seguito vengono realizzati dei radiogrammi in diverse posizioni. 
L'esame viene eseguito per la ricerca di malformazioni della cavità vaginale e del collo dell'utero.